# Joscelyn Roberson
Joscelyn Michelle Roberson (Texarkana, 8 febbraio 2006) è una ginnasta statunitense, vincitrice della finale a squadre con gli Stati Uniti ai Mondiali del 2023.

## Carriera senior

### 2022
A febbraio la Winter Cup, dove vince l'oro al volteggio, segna il suo debutto da senior. In estate partecipa agli US Classic vincendo l'argento al volteggio e qualificandosi per i Campionati nazionali. Durante questi ultimi vince un altro argento al volteggio, e si piazza al 18esimo posto nell'all-around, al 21esimo alle parallele, al 14esimo alla trave e all'11esimo al corpo libero.

### 2023
Durante la Winter Cup vince un oro al volteggio e due argenti alla trave e al corpo libero. Ad aprile partecipa alla tappa di Coppa del Mondo a Il Cairo, dove fa il suo debutto sul palcoscenico internazionale: vince l'oro a volteggio e al corpo libero, mentre alla trave conquista l'argento. Viene successivamente selezionata per partecipare ai Campionati Panamericani, dove contribuisce alla medaglia d'oro degli Stati Uniti; individualmente si laurea campionessa continentale al corpo libero, oltre a vincere l'argento al volteggio e alla trave.
Agli US Classic di agosto vince un oro al volteggio, un argento al corpo libero e due bronzi (nell'all-around e alla trave). Ai Campionati nazionali vince l'oro al volteggio.
A settembre viene selezionata per far parte della squadra statunitense ai Campionati del Mondo di Anversa, insieme alle compagne, Simone Biles, Skye Blakely, Shilese Jones e Leanne Wong, insieme alle quali vince il concorso a squadre.

### 2024
Nel 2024, ai Campionati Nazionali statunitensi, ottiene il decimo punteggio all-around e il posto nella squadra di ginnastica artistica degli USA. Può così partecipare agli Olympic Trials: il primo giorno Roberson ottiene un ottimo punteggio 55.475, migliorando se stessa nella finale della domenica, dove fa il suo miglior punteggio in carriera con 55.5. Ottiene un posto come riserva della squadra olimpica, insieme a Leanne Wong.